# Campofiorito
Campofiorito ist eine italienische Stadt der Metropolitanstadt Palermo in der Autonomen Region Sizilien mit 1123 Einwohnern (Stand 31. Dezember 2023).

## Lage und Daten

Lage in der Provinz Palermo

Campofiorito liegt 76 km südlich von Palermo. Die Einwohner arbeiten hauptsächlich in der Landwirtschaft und der Viehzucht.
Die Nachbargemeinden sind Bisacquino, Contessa Entellina und Corleone.

## Geschichte
Der Ort wurde 1660 gegründet.

## Sehenswürdigkeiten
- Kirche Santo Stefano aus dem 18. Jahrhundert
- Kirche San Giuseppe aus dem 19. Jahrhundert

## Städtepartnerschaften
- Aci Catena, Italien
- Catenanuova, Italien